# Composite Gazetteer of Antarctica
Das Composite Gazetteer of Antarctica (englisch, abgekürzt CGA, deutsch „zusammengefasstes Ortsverzeichnis der Antarktis“) des Scientific Committee on Antarctic Research (SCAR) ist das verbindliche internationale Verzeichnis sämtlicher die Antarktis betreffenden geografischen Bezeichnungen, die in nationalen Ortsverzeichnissen veröffentlicht sind. Zusätzlich enthält es die unterseeische Objekte südlich 60° südlicher Breite betreffenden Teile des Ortsverzeichnisses der unter der Federführung der International Hydrographic Organization (IHO) stehenden Organisation General Bathymetric Chart of the Oceans (GEBCO).
Mit Stand Ende 2021 enthält das CGA 39.132 geografische Namen aus folgenden Quellen:
| Staat               | Anzahl Namen |
| ------------------- | ------------ |
| USA                 | 13.192       |
| Großbritannien      | 5.176        |
| Russland            | 4.808        |
| Neuseeland          | 3.573        |
| Australien          | 2.562        |
| Argentinien         | 2.545        |
| Chile               | 1.866        |
| Norwegen            | 1.706        |
| Bulgarien           | 1.540        |
| Deutschland         | 399          |
| Polen               | 365          |
| Volksrepublik China | 359          |
| Japan               | 345          |
| Frankreich          | 227          |
| Belgien             | 117          |
| Italien             | 53           |
| Spanien             | 35           |
| Südkorea            | 27           |
| Indien              | 21           |
| Ecuador             | 9            |
| Uruguay             | 5            |
| Südafrika           | 2            |
| Kanada              | 2            |
| Ukraine             | 1            |
| Gesamt              | 39.132       |

Außerdem werden Namen für unter Wasser liegende Orte von der GEBCO vergeben.

## Liste von Institutionen für antarktische Ortsbezeichnungen
Einzelstaatliche / offizielle Behörde bzw. Institution:
- Argentinien: Instituto Geográfico Militar Sección Toponimia del Servicio de Hidrografía Naval de la Armada Argentina and Instituto Antártico Argentino
- Australien: Australian Antarctic Names and Medals Committee
- Bulgarien: Kommission für Antarktische Geographische Namen
- Chile: Instituto Hidrografíco y Oceanográfico de la Armada de Chile (SHOA) und Instituto Geográfico Militar (IGM)
- Volksrepublik China: Chinese Place-names Committee
- Deutschland: Ständiger Ausschuss für geographische Namen
- Frankreich: Commission de Toponymie des TAAF, Institut Géographique National
- Großbritannien: British Antarctic Survey UK Antarctic Place-Names Committee
- Italien: Comitato per i nomi geografici antartici
- Japan: Antarctic Place-names Committee of Japan
- Kanada: Geographical Names Board of Canada
- Neuseeland: Antarctic Place-names Committee of New Zealand
- Norwegen: Antarctic Place-names Committee of Norway, Norsk Polarinstitutt
- Polen: Committee of Polar Research of the Polish Academy of Sciences
- Russland: Russian Interministerial Commission on Geographical Names
- Uruguay: Instituto Antártico Uruguayo
- USA: United States Board on Geographic Names

Andere internationale mit antarktischen Ortsbezeichnungen befasste Institutionen:
- GEBCO: GEBCO Sub-Committee on Undersea Feature Names